# Championnat d'Afrique féminin de volley-ball 1999
Navigation
Édition précédente Édition suivante
Le 9e championnat d'Afrique féminin de volley-ball s'est déroulé en 1999. Il a mis aux prises les quatre meilleures équipes continentales.

## Classement final
| Place              | Équipe   |
| ------------------ | -------- |
| Médaille d'or      | Tunisie  |
| Médaille d'argent  | Cameroun |
| Médaille de bronze | Nigeria  |
| 4                  | Guinée   |